# Enciclopedia Internacional de la Ciencia Unificada
La Enciclopedia Internacional de la Ciencia Unificada (International Encyclopedia of Unified Science), cuyo promotor fue Otto Neurath, fue una colección de volúmenes sobre ciencia y filosofía.
En esta enciclopedia se defendía la teoría fisicalista de Neurath, quien propugnaba que todas las ciencias físicas tenían un núcleo común.